# Lal Krishna Advani
Lal Krishna Advani, né le 8 novembre 1927 à Karachi, est un homme politique indien, membre du Bharatiya Janata Party. Il est un candidat sérieux au poste de Premier ministre de l'Inde dans le contexte de l'élection générale de 2009.